# Рекуц Борис Миколайович
Борис Миколайович Рекуц (17 вересня 1951, Алтай, Казахська РСР) — радянський та український воєначальник, контр-адмірал. Командував Південною військово-морською базою України (1996—2001).

## Життєпис
У 1974 році закінчив Вище військово-морське училище імені М. В. Фрунзе в Ленінграді. З 1974 по 1983 рр. — служив на Чорноморському флоті на різних посадах. У 1980 році як командир тральщика «Харківський комсомолець» брав участь в конвоювання транспортних кораблів у Перській затоці. З 1983 по 1985 рр. — навчався в військово-морської академії імені Кузнєцова в Ленінграді. З 1985 по 1990 рр. — був начальником штабу і командиром бригади тральщиків. З 1990 по 1992 рр. — радник командувача ВМС в Лівії. Після отримання незалежності України вирішив продовжити службу в рядах Військово-морські сили України. Служив у штабі командування ВМС України у Севастополі.
1 липня 1996 року в основі Кримської військово-морської бази був створений Південний морський район України (з 2003 року — Південна військово-морська база України) і Рекуц був призначений його першим командиром. Влітку 1997 року морський район брав участь у міжнародних навчаннях «Сі Бриз». 22 серпня 1997 року президент України Леонід Кучма присвоїв йому звання контр-адмірала. У 2001 році Борис Рекуц був звільнений в запас. Після був депутатом Євпаторійської міської ради від Новоозерне.

## Нагороди та відзнаки
- Орден Червоної Зірки[3]
- Орден «За службу Батьківщині в Збройних Силах СРСР» III ступеня[3]
- Медаль «За військову службу Україні» (1997)[7]